# Mirjana Irosch
Mirjana Irosch (serbokroatisch: Mirjana Iroš; * 24. Oktober 1939 in Zagreb, Königreich Jugoslawien; † 23. Oktober 2024) war eine österreichische Opern- und Operettensängerin (Sopran).

## Leben
Mirjana Irosch studierte am Konservatorium Zagreb. Ihr erstes Engagement erhielt sie 1962 als Mezzosopran in Linz, wo sie als Mercedes in Carmen debütierte. Weitere Engagements hatte sie in den Folgejahren am Theater Ulm (1962–1965) und am Stadttheater Bern (1962–1965). 
1967 wurde Irosch an die Wiener Volksoper engagiert, wo sie im Oktober 1967 als Judith in Bartóks einaktiger Oper Herzog Blaubarts Burg debütierte. Ihre erste Premierenrolle an der Wiener Volksoper war im Dezember 1967, damals noch als Mezzosopran, die Ilka in Háry János. 1968 übernahm sie an der Volksoper, in deutscher Sprache, die Angelina in La Cenerentola, an der Seite ihres späteren Ehemanns Harald Serafin. In den 1970er Jahren wurde Mirjana Irosch zur gefeierten Operetten-Diva an der Wiener Volksoper. In der Spielzeit 1980/81 war sie an der Wiener Volksoper eine „großartige Kokotte“ Metella in einer Neuinszenierung der Offenbach-Operette Pariser Leben (Premiere: Februar 1981, Regie: Helmut Baumann). In der Spielzeit 1980/81 übernahm sie außerdem die weibliche Hauptrolle in einer Neuproduktion der Operette Die ungarische Hochzeit (Premiere: März 1981, Regie: Robert Herzl); sie war die „etwas widerborstige Janka, die aber auch zärtliche Töne auf der reichen Stimmpalette hat[te]“.
Irosch sang jedoch auch immer wieder Opern-Partien, so z. B. 1983 die Blanchefleur in Der Kuhreigen von Wilhelm Kienzl, 1984 die Musette in La Bohème in der „unsentimentalen, illusionslosen“ und „herben“ Inszenierung von Harry Kupfer und in der Spielzeit 1986/87 die Georgette in Der Mantel. In der Spielzeit 1990/91 sang sie in der Volksopern-Doppelpremiere in den Opern Eine florentinische Tragödie (Bianca) und Der Zwerg (Gouvernante Ghita) von Alexander von Zemlinsky. Irosch hatte insgesamt über 1.280 Auftritte an der Wiener Volksoper in etwa 50 Rollen des Opern-, Operetten- und Musical-Repertoires.
1982 gastierte Mirjana Irosch mit dem Ensemble der Wiener Volksoper in Japan. Sie sang bei dieser Tournee die Rosalinde in Die Fledermaus und die Hanna Glawari in Die lustige Witwe. Ende der 1990er Jahre vollzog sie den Fachwechsel zurück in Mezzo-Fach (u. a. als Czipra in Der Zigeunerbaron); schließlich übernahm sie erfolgreich komische Partien des Charakterfachs bei den Festspielen in Seefestspielen Mörbisch und an der Wiener Volksoper.
Ab 2002 stand Mirjana Irosch u. a. als Petronella in Boccaccio, als Gräfin Palmatica in Der Bettelstudent (Premiere: Februar 2002) und als Schwester Bertha in The Sound of Music (Premiere: Februar 2005) auf der Bühne der Wiener Volksoper. Am 2. Oktober 2007 feierte die Wiener Volksoper das 40-jährige Bühnenjubiläum Iroschs mit einer Festvorstellung von Gräfin Mariza, in der sie die Rolle der Fürstin Bozena verkörperte; diese Rolle hatte sie seit der Premiere im Dezember 2002 gespielt. Ab 2007 spielte sie an der Wiener Volksoper auch die Praskowia in der Operette Die lustige Witwe. In der Spielzeit 2008/09 stand sie ebenfalls in der Rolle der Praskowia auf der Bühne. Zu ihrem 70. Geburtstag richtete die Wiener Volksoper im Oktober 2009 eine Festvorstellung der Operette Die lustige Witwe aus, in der sie wieder die Praskowia übernahm.
Irosch gastierte u. a. an der Wiener Staatsoper (Jänner 1976; als Rosalinde), am Opernhaus Graz, an der Oper Frankfurt, am Opernhaus Zürich, am Theater Basel und am Théâtre de la Monnaie in Brüssel. Im Sommer 1980 sang sie im Theater an der Wien eine „konkurrenzlose“ Hanna Glawari in der Lehár-Operette Die lustige Witwe.
Irosch verfügte über eine „strahlende, voluminöse Stimme“, mit „müheloser Höhe“, und Mezzo-Grundierung.
Irosch wurde 1981 zur Österreichischen Kammersängerin ernannt. Sie war seit 1992 Ehrenmitglied der Wiener Volksoper. Ihre Tochter Martina Serafin, aus der Ehe mit Harald Serafin, ist ebenfalls Sopranistin.
Sie starb im Oktober 2024, einen Tag vor ihrem 85. Geburtstag.

## Diskografie
- Emmerich Kálmán: Komm’ Zigan (Koch International 1997)
- Franz Lehár: Die lustige Witwe (Denon 2000)
- Johann Strauß: Die Fledermaus (Denon 2000)
- Johann Strauß: Eine Nacht in Venedig (Arte Nova 1999)

## Auszeichnungen
- Österreichische Kammersängerin (1981)
- Ehrenmitglied der Wiener Volksoper (1992)